# Clare Holman
Clare Margaret Holman (Londen, 12 januari 1964) is een Engelse actrice. Ze speelt onder meer patholoog anatoom Dr. Laura Hobson in de politieseries Inspector Morse en  Lewis (televisieserie).
Holman begon met acteren in de televisiefilm The Rainbow uit 1988, gebaseerd op de roman van D.H. Lawrence. Holman werd in 1997 genomineerd voor de Laurence Olivier Award voor beste actrice in Who's Afraid of Virginia Woolf?. Naast haar werk als actrice geeft ze les aan de Guildhall School of Music and Drama.
Holman was te zien in drie afleveringen van de politieserie Midsomer Murders, getiteld The Miniature Murders, Country Matters en Ring Out Your Dead. Hierin speelde ze iedere keer een ander personage. Tot het relatief spaarzame aantal bioscoopfilms waarin ze speelde, behoren onder meer Let Him Have It  (1991), Afraid of the Dark (1991), Boiling Point (1993) en Dot.Kill (2005)

## Haar televisierollen
- "The Crown" (1 episode) (2017) als Princess Marina, Duchess of Kent
- "Silent Witness" (2 episodes) (2016) als Claudia Baxter
- "Death in Paradise" (1 episode) (2011) als Molly Kerr
- "Lewis (televisieserie)" 9 seizoenen (2006-2015) als Dr. Laura Hobson
- "New Tricks" (1 episode) (2006) als Sgt. Beth Coulthard
- "Eleventh Hour" (1 episode) (2006) als Dr. Williams
- "The Ghost Squad" (1 episode) (2005) als Sally Marshall
- "William and Mary" (1 episode) (2005) als Laura
- "Where the Heart Is" (1 episode) (2003) als Elaine Briggs
- "Island at War (6 episodes) (2003) als Felicity Dorr
- "Midsomer Murders" (3 episodes) The Miniature Musters (2019) als Fiona Beauvoisin, Country Matters (2006) als Rose Southerly en Ring Out Your Dead (2002) als Sue Tutt
- "Silent Witness" (2 episodes) (2002) als Theresa Dalton
- "Love in the 21st Century" (1 episode) (1999) als Sarah
- "The Lakes" (11 episodes) (1997-1999) als Simone Parr en Simone Fisher
- "Soldier Soldier" (1 episode) (1996) als DS. Williams
- "Inspector Morse" (5 seizoenen) (1995-2000) als Dr. Laura Hobson
- "Paris" (1 episode) (1994) als Sister Annette
- "Shakespeare: The Animated Tales" (1 episode) (1992) stem Juliet
- "Boon" (1 episode) (1989) als Isobel Sheridan

- Gemeinsame Normdatei: 1061735826
- International Standard Name Identifier: 0000 0000 4921 8650
- Library of Congress Control Number: no2005034838
- Virtual International Authority File: 46491938
- WorldCat: E39PBJhMmP9j36X96pTjRq8Qv3